# Гагма-Шуа-Хорга
Гагма-Шуа-Хорга (груз. გაღმა შუა ხორგა) — село в Грузии, на территории Хобского муниципалитета края (мхаре) Самегрело-Верхняя Сванетия.

## География
Село находится в западной части Грузии, на левом берегу реки Хоби, на расстоянии приблизительно 8 километров (по прямой) к юго-западу от города Хоби, административного центра муниципалитета. Абсолютная высота — 2 метра над уровнем моря.

## Население
По результатам официальной переписи населения 2014 года, в Гагма-Шуа-Хорге проживало 407 человек (201 мужчина и 206 женщин). В национальной структуре населения грузины составляли 100 %.
| Год  | Население, человек |
| ---- | ------------------ |
| 2002 | 478                |
| 2014 | ↘ 407              |